# زلوغال
زلوغال، روستایی است از توابع بخش مرزداران شهرستان سرخس در استان خراسان رضوی.دارای برق و گاز و تلفن و اب و جاده آسفالته تا دو کیلومتری روستا*دارای مسجد و مدرسه...دهیاری 
این روستا در دهستان گل بی بی قرار دارد و بر اساس سرشماری سال ۱۳۸۵ جمعیت آن (۱۲۵ خانوار) ۵۶۲ نفراست..خانوار در حال حاضر ۲۰۰ خانوار از دوطایفه علی میرزایی و میش مست.